# Danmark Rundt
Danmark Rundt eller PostNord Danmark Rundt er et dansk cykelløb der køres over fem etaper for professionelle landevejscykelryttere. Løbet er en del af den internationale cykelunions UCI ProSeries. Løbet afvikles i august. Løbet er sponsoreret af PostNord Danmark og hedder derfor PostNord Danmark Rundt. I løbet indgår flere konkurrencer: hold-, ungdoms-, bakke-, point- og fighterkonkurrencen. I det samlede klassement kører rytterne om den blå førertrøje.

## Historie
Løbet blev første gang kørt i 1985. I perioden 1989-1994 blev løbet ikke kørt. Løbet blev genoptaget i 1995 og er siden blevet afviklet hvert år. 

## Vindere
| År                          | Vinder                  | Toer                 | Treer              |        |
| --------------------------- | ----------------------- | -------------------- | ------------------ | ------ |
| 1985                        | Moreno Argentin         | Kim Andersen         | Etienne De Wilde   |        |
| 1986                        | Jesper Worre            | Jørgen V. Pedersen   | Jelle Nijdam       |        |
| 1987                        | Kim Andersen            | Rolf Sørensen        | Søren Lilholt      |        |
| 1988                        | Phil Anderson           | Rolf Sørensen        | Søren Lilholt      |        |
| Ingen konkurrence 1989-1994 |                         |                      |                    |        |
| 1995                        | Bjarne Riis             | Bo Hamburger         | Kaspars Ozers      |        |
| 1996                        | Fabrizio Guidi          | Rolf Sørensen        | Bjarne Riis        |        |
| 1997                        | Servais Knaven          | Peter Meinert        | Jesper Skibby      |        |
| 1998                        | Marc Streel             | Rolf Sørensen        | Peter Meinert      |        |
| 1999                        | Tyler Hamilton          | Rolf Sørensen        | Martin Hvastija    |        |
| 2000                        | Rolf Sørensen           | Andreas Klöden       | Stéphane Barthe    |        |
| 2001                        | David Millar            | Jaan Kirsipuu        | Daniele Nardello   |        |
| 2002                        | Jakob Piil              | Kurt-Asle Arvesen    | László Bodrogi     |        |
| 2003                        | Sebastian Lang          | Jurgen Van Goolen    | Laurent Brochard   |        |
| 2004                        | Kurt-Asle Arvesen       | Jens Voigt           | Stuart O'Grady     |        |
| 2005                        | Ivan Basso              | Kurt-Asle Arvesen    | Rory Sutherland    |        |
| 2006                        | Fabian Cancellara       | Stuart O'Grady       | Thomas Ziegler     |        |
| 2007                        | Kurt-Asle Arvesen       | Enrico Gasparotto    | Matti Breschel     |        |
| 2008                        | Jakob Fuglsang          | Steve Cummings       | Tom Stamsnijder    |        |
| 2009                        | Jakob Fuglsang          | Maurizio Biondo      | Roger Hammond      |        |
| 2010                        | Jakob Fuglsang          | Svein Tuft           | Matthew Busche     |        |
| 2011                        | Simon Gerrans           | Daniele Bennati      | Michael Mørkøv     |        |
| 2012                        | Lieuwe Westra           | Ramūnas Navardauskas | Manuele Boaro      |        |
| 2013                        | Wilco Kelderman         | Lars Bak             | Matti Breschel     |        |
| 2014                        | Michael Valgren         | Lars Bak             | Manuele Boaro      |        |
| 2015                        | Christopher Juul-Jensen | Lars Bak             | Marco Marcato      |        |
| 2016                        | Michael Valgren         | Magnus Cort          | Mads Würtz Schmidt |        |
| 2017                        | Mads Pedersen           | Michael Valgren      | Casper Pedersen    |        |
| 2018                        | Wout van Aert           | Rasmus Quaade        | Lasse Norman Leth  |        |
| 2019                        | Niklas Larsen           | Jonas Vingegaard     | Rasmus Quaade      |        |
| 2020                        | aflyst                  | aflyst               | aflyst             | aflyst |
| 2021                        | Remco Evenepoel         | Mads Pedersen        | Mike Teunissen     |        |
| 2022                        | Christophe Laporte      | Magnus Sheffield     | Mattias Skjelmose  |        |
| 2023                        | Mads Pedersen           | Mattias Skjelmose    | Magnus Cort        |        |
| 2024                        | Arnaud De Lie           | Magnus Cort          | Anders Foldager    |        |
| 2025                        | Mads Pedersen           | Jakob Söderqvist     | Niklas Larsen      |        |
| 2026                        |                         |                      |                    |        |

### Andre konkurrencer
| År                                    | Point              | Bakke                      | Ungdom               |
| ------------------------------------- | ------------------ | -------------------------- | -------------------- |
| 1985                                  | Jørgen V. Pedersen | Ingen vinder               | Francesco Rossignoli |
| 1986                                  | Rolf Sørensen      | Johan Capiot               | Jelle Nijdam         |
| 1987                                  | Søren Lilholt      | Peter Harings              | Rolf Sørensen        |
| 1988                                  | Rolf Sørensen      | Jan van Wijk               | Rolf Sørensen        |
| Ingen konkurrence 1989-1994           |                    |                            |                      |
| 1995                                  | Bo Hamburger       | Ingen vinder               | Ingen vinder         |
| 1996                                  | Fabrizio Guidi     | Ingen vinder               | Ingen vinder         |
| 1997                                  | Juris Silovs       | Ingen vinder               | Ingen vinder         |
| 1998                                  | Alberto Ongarato   | Paolo Bettini              | Ingen vinder         |
| 1999                                  | Nicola Loda        | Alessandro Petacchi        | Ingen vinder         |
| 2000                                  | Marco Zanotti      | Luca Paolini               | Andreas Klöden       |
| 2001                                  | Jaan Kirsipuu      | Paolo Valoti               | David Millar         |
| 2002                                  | Olaf Pollack       | Innar Mandoja              | Stefan Adamsson      |
| 2003                                  | Jurij Metlusjenko  | Daniele Contrini           | Sebastian Lang       |
| 2004                                  | Stuart O'Grady     | Jacob Moe Rasmussen        | Brian Vandborg       |
| 2005                                  | Ivan Basso         | Martin Müller              | André Greipel        |
| 2006                                  | Stuart O'Grady     | Aart Vierhouten            | Fabian Cancellara    |
| 2007                                  | Mark Cavendish     | Jacob Moe Rasmussen        | Enrico Gasparotto    |
| 2008                                  | Matti Breschel     | Kristoffer Gudmund Nielsen | Jakob Fuglsang       |
| 2009                                  | Matti Breschel     | Troels Vinther             | Rasmus Guldhammer    |
| 2010                                  | Matti Breschel     | Michael Reihs              | Rasmus Guldhammer    |
| 2011                                  | Daniele Bennati    | Michael Reihs              | Jérôme Cousin        |
| 2012                                  | Alexander Kristoff | Nikola Aistrup             | Wilco Kelderman      |
| 2013                                  | Wilco Kelderman    | Martin Mortensen           | Wilco Kelderman      |
| 2014                                  | Aleksej Lutsenko   | John Murphy                | Michael Valgren      |
| 2015                                  | Matti Breschel     | Pim Ligthart               | Mads Würtz Schmidt   |
| 2016                                  | Daniele Bennati    | Aimé De Gendt              | Mads Würtz Schmidt   |
| 2017                                  | Mads Pedersen      | Nicolai Brøchner           | Mads Pedersen        |
| 2018                                  | Tim Merlier        | Nicolai Brøchner           | Julius Johansen      |
| 2019                                  | Jasper De Buyst    | Fridtjof Røinås            | Niklas Larsen        |
| 2020 aflyst pga. coronaviruspandemien |                    |                            |                      |
| 2021                                  | Mads Pedersen      | Rasmus Bøgh Wallin         | Remco Evenepoel      |
| 2022                                  | Christophe Laporte | Rasmus Bøgh Wallin         | Magnus Sheffield     |
| 2023                                  | Mads Pedersen      | Nicklas Amdi Pedersen      | Logan Currie         |
| 2024                                  |                    |                            |                      |

## Antal sejre efter nation
Opdateret efter løbet i 2025
| Nation         | Sejre |
| -------------- | ----- |
| Danmark        | 15    |
| Belgien        | 4     |
| Italien        | 3     |
| Holland        | 3     |
| Australien     | 2     |
| Norge          | 2     |
| USA            | 1     |
| Storbritannien | 1     |
| Tyskland       | 1     |
| Schweiz        | 1     |
| Frankrig       | 1     |